# Emanuel Moreno
Emanuel Rubén Moreno (Paraná, 19 marzo 1990) è un calciatore argentino, centrocampista del Patronato.

## Carriera
Ha giocato nella massima serie e nella seconda divisione argentina.